# Läddika

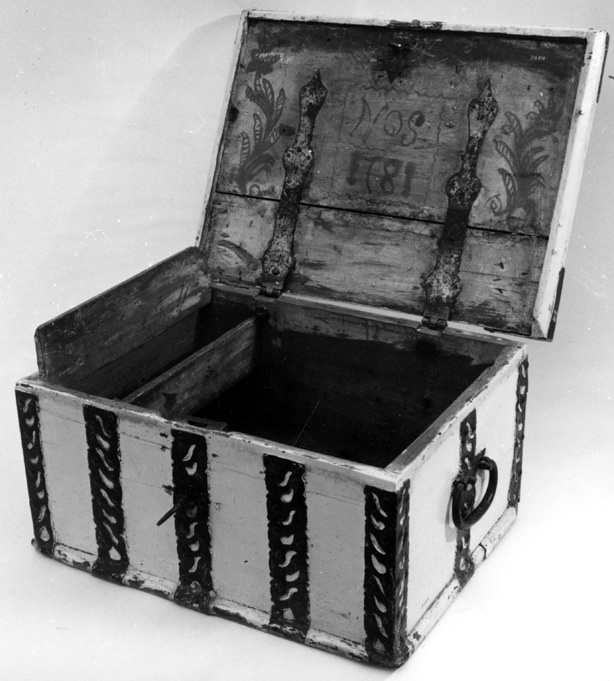
Sjömanskista med lockförsedd leddika

Läddika, även Leddika, är en trälåda placerad och fastgjord längs ena kortändan vid överkanten i äldre kisttyper, till exempel brudkistor. Den är vanligtvis lockförsedd. Läddikan användes för förvaring av mindre, ofta värdefulla ting som annars skulle vara svåra att finna i den stora kistan. Man har påträffat läddikor redan i medeltida kistor men bruket av denna samt ordet i sig tros härstamma från England. Det engelska ordet för läddika är "ledge".
Ordet är i dag sällan använt, men Länsmuseet i Gävleborg har tillsammans med Gästrike-Hälsinge Hembygdsförbund gett ut en publikation vid namn Läddikan. Det senaste numret utkom våren 2003 och publikationen är nu vilande.